# Політична діяльність Ромула
Ромул (за легендою народився у 771 р до н.е., зник у 717 р. до н.е.) – засновник і перший цар Риму. Сформував сенат, поділив людей на патриціїв та плебеїв , сформував обов'язки кожного громадянина. 

## Законодавство Ромула

### Поділ людей і землі
Як тільки Ромул став царем почав вирішувати питання поділу людей і землі між ними. Діонісій Галікарнаський вважав, що така зміна була розумний рішенням.
«Я почну свою розповідь з влаштування держави, який я особисто вважаю найбільш доречним з усіх і в мирний час, і на війні» 

Ромул поділив весь народ на три частини, а над кожною поставив найбільш видатну людину. Потім знову кожну з цих частин поділив на десять, поставив керувати найбільш хоробрих чоловіків. На кожну курію був також свій керівник його називали – декуріоном. Після такого поділу Ромул розпочав поділ землі. Всі території поділив на 30 клерків, виділив на кожну курію один клерк. Виділив місце для святилищ і общинного користування. Головною метою такого поділу було забезпечити рівність між громадянами, яких він також поділив на два типи. Було відділено людей багатих ( у кого були вже діти) від бідних. Людей, що мали складнішу долю назвали плебеями ( елліни називали демотиками), а людей кому випала краща доля назвали батьками, а їх нащадків патриціями. Таку організацію було запозичено у афінян. Громадян, що були зі знатного роду допускали до управління полісу, інших не допускали до громадських справ.

#### Обов’язки громадян
Патриціїв Ромул наділив такими справи: виконувати суспільні справи, державні справи, можна бути жерцями, брати участь у суді. Простолюдини мали інші обов’язки через свою недосвідченість, вони займалися скотарством, землеробством, корисними ремеслами, аби не було часу влаштовувати бунти.
Щодо патронату цар надав обов’язки, що були збережені протягом століть. Вони пояснювали людям їх права, дбали про них, виконували все що виконують батьки щодо дітей, допомагали вирішувати майнові питання, надавали підтримку кого закликали до суду. Головною метою було надавати допомогу всім хто цього потребує у приватних, громадських питаннях. І не лише в римській державі простий народ перебував під патронатом патрицій, а й кожна колонія, кожне місто. Часто траплялось, що суперечні питання між містами також вирішував патронат, а не сенат. Таке нововведення Ромула забезпечило вирішення питань без кровопролиття протягом шестисот тридцяти років.
Після поділу обов’язків громадян і розділивши їх на групи Ромул вирішив обрати сто радників із патриціїв. Найкращому з цих він довірив управління Риму, коли цар поведе своїх воїнів у війну.
З кожного трибу запропонував обрати трьох чоловіків, що були благородного походження.  Слідом за трибами Ромул наказав кожній курії обрати трьох  підходящих людей з патриціїв. Вже коли обрали по дев’ять людей з триб Ромул додав до них дев’яносто, яких висунули курії і таким чином був утворено сенат зі ста чоловіків. Отже, у римлян сто чоловіків називали сенатом, еллінці називали таких людей старійшинами.
Після організації сенату Ромул дійшов до висновку, що йому потрібно юнацький загін, або іншими словами охорона ( також для виконання термінових справ). Було обрано найкращих людей благородного походження, міцним тілом, кожна курія виділила по десять юнаків. Усі вони разом називались « целери». 

## Роль царя, сенату і народу
Ромул створив для кожного громадянина свої права і обов’язки, які мали виконуватись. Цар повинен був бути присутній на усіх заходах, що стосуються богів, жертвоприношення. Завжди виступати на стороні законів, пам’ятати про справедливість. Судити важкі злочини самостійно, менш важкі мав вирішувати сенат. Також цар повинен збирати сенат, вносити пропозиції, виконувати, те що завгодно більшості.
Сенат у свою чергу був зобов’язаний обговорювати всі питання, виносити на голосування пропозиції і приймати рішення за які проголосувала більшість. Таку модель організації влади Ромул запозичив у лакедемонських царів, вони також не були самодержавцями, а рада старійшин була повновладна у всьому, що стосувалось загального блага громадян.

Простолюдинам Ромул дарував такі права: обирати посадових осіб, затверджувати закони і виносити рішення про війну, якщо цар наддасть такий приказ. Але навіть при таких можливостях кінцевий результат виносив сенат. Народ збирався по куріях і голосували, за той варіант який підтримала більшість далі голосує сенат.
"Завдяки такому поділу Ромул забезпечив не тільки розумне ведення державних справ і упорядкував управління." - писав Галікарнаський  

## Вірування
Читавши праці античних істориків можна помітити, що Ромул багато уваги приділяв не лише державним справам, але й питанню про богів. Ромула вважають першим авгуром та засновником жрецької колегії.  З Ромулом пов'язують і виникнення жрецької колегії арвальських братів, що складалася з дванадцяти чоловік: передбачалося, що це були дванадцять синів Фаустула і Аккі Ларенції і що місце одного з них, рано померлого, зайняв майбутній засновник Риму. 
Цар будував храми, священі ділянки, алтарі, дерев’яні статуї, вірив у їх дари. Влаштовував свята для кожного з богів, жертвоприношення. Все це він організував як у найкращих еллінських законах. Говорячи про будівництво храмів хочу згадати про храм Вулкана про який говорив Плутарх у праці « Римські питання». Існує дві версії чому було побудовано цей храм за містом і яка була його функція. Перший можливий розвиток подій полягав у тому що Ромул побудував цей храм аби проводити таємні збори зі сенатом і вирішувати свої питання у спокійному місці. Другий варіант, що будували храм для жертвоприношення за містом, адже у перші свої дні Рим страждав від пожеж. 
Ромул призначив дружинам жерців допомагати у священних справах своїм чоловікам і діти допомагали в їхніх обов'язках. А бездітним жерцям слід вибрати з інших сімей у кожній курії найкращого юнака і дівчину. Хлопця він призначив допомагати жерцям, дівчина допомагала жерцю поки залишалася невинною, тобто до шлюбу. Діонісій Галікарнаський впевнений, що організація також була запозичена у греків.

## Сімейний устрій
Ромул також взявся за організацію сімейного устрою. Жінка, що одружилася за священним законом, розділяла з чоловіком обов'язки у священнодійствах. Давні називали ці шлюби священними та законними, визначаючи їх, згідно з римською назвою, закон змушував заміжніх жінок жити, як би не маючи жодного іншого виходу, не інакше як у шлюбі, а чоловікам - мати подружжя як необхідну і невідчужувану власність. Але дружина була нарівні з чоловіком пані в домі, а після його смерті ставала спадкоємицею частини майна, подібно дочки у батька. Якщо ж він помирав бездітним і без заповіту, дружина ставала господаркою всього залишеного майна, а якщо в них було потомство, вона отримувала рівну з дітьми частку.
"Визнано, що впродовж п'ятисот двадцяти років у Римі не був розірваний жоден шлюб" - Д. Галікарнаський 
Ромул зобов’язав жителів обов'язком виховати чоловіче потомство і первісних дочок і не вбивати нікого з немовлят до досягнення трьох років, за винятком випадків, якщо дитина виявлялася калікою або потворою народження.
Діти що народилися у законному шлюбі, вважалися вільними людьми (liberi), і визнавалися самостійними (sui juris), а, навпаки, повністю залежали від батьківської влади. Як необмежений володар сім'ї pater familias мав право прийняти на виховання (suscipere, tollere) новонародженої дитини або, навпаки, відкинути і кинути на свавілля долі 
І римський законодавець не зупинився на цьому, дозволив батькові продавати сина, знехтувавши тим, що хтось запідозрить, що постанова прийнята жорстока і суворіша, ніж за природою. Лише після третього продажу він звільняється з батька. Саме цей закон в незапам'ятні часи дотримувалися царі, вважаючи його найважливішим з усіх законів.

## Висновок
Отже, при правлінні Ромула було сформовано сенат, людей поділили на патриціїв та плебеїв, порівну роздали землю, звернули увагу на сімейний устрій і дітей, будували храми, активно займалися питанням жертвоприношення. Державний устрій був схожий на устрій Еллади. Античні філософи часто згадують його ім’я в контексті першого засновника Риму, разом з його братом Ремом. Але у сучасних істориків є сумніви щодо існування Ромула. Наприклад, Ковальов С.І. у своїй праці « Історія давнього Риму» вважає, що фольклор, міфи, легенди недостовірне джерело і Ромула значно переоцінюють.  Дійсно, про Ромула і Рема існує безліч легенд. Також вони є частими персонажами у літературі, міфології. Думка Теодора Моммзена інакша, історик вважає, що Ромул реальна людина, а ось його брат політ людської фантазії.  Російський антикознавець Іван Нетушіл на початку XX століття вважав, що першим царем Риму був Тулл Гостилій, а Ромул з'явився в джерелах внаслідок «подвоєння» образу Тулла.